# 寺澤節男
寺澤 節男（てらざわ せつお）は、日本の元競輪選手。愛知県名古屋市出身。競輪がオリンピック種目にするための普及活動に尽力した。競輪界の縁の下の力持ち的存在。
また、一宮競輪場にて全国初の競輪アドバイザーのパイオニア的存在となる。以降、幾つかの競輪場にて競輪アドバイザーがおかれるようになっている。

## 経歴
- 1960年8月 - 第14期生でプロデビュー。
- 1973年4月 - 一宮競輪場開催指導員に就任。
- 1984年4月 - 日本競輪選手会愛知支部の支部長に就任。
- 1984年4月 - 日本競輪選手会の理事に就任。
- 1987年4月 - 日本競輪選手会中部地区本部長に就任。日本競輪選手会常任理事に就任。
- 1989年4月 - 世界選手権フランス大会のコーチに就任。
- 1991年8月 - 世界選手権ドイツ大会の監督に就任。
- 1993年3月 - 現役を引退。
- 1993年4月 - 日本競輪選手会の名誉講師に就任。
- 1994年8月 - 韓国競輪技術指導員に就任。
- 1995年7月 - 中米7カ国競輪普及の技術指導員団長に就任（日本の競輪を、オリンピック種目にするための普及活動。1996年12月、オリンピックにケイリンが正式種目として決定）。
- 1997年7月 - 一宮競輪初心者教室を開設。